# Garcianguera
Sadurní García Anguera (Girona, 1912 – Tarragona, 1963) fou un pintor tarragoní que forma part del cercle d'artistes més interessants de la contemporaneïtat. Format al Taller-Escola d'Art de la Diputació de Tarragona. Era un home que coneixia molt bé el seu ofici, posseïa un gran domini del dibuix i una pinzellada ferma i àgil, molt efectista, amb una paleta de colors sobris, tot i que no defugia combinacions de tons vius.

## Infantesa i aprenentatge
Sadurní García, era fill del militar Saturnino García, originari de Chiribel (Almeria) i de Cinta Anguera. Nascut l'any 1912 a Girona, es va traslladar a Tarragona al cap de poc temps on el seu pare va obtenir una feina a la Delegació d'Hisenda.
Un cop van ser a Tarragona, Sadurní va rebre els seus primers estudis al Col·legi dels Germans Carmelites de l'Ensenyança, per estudiar després el batxillerat a l'Institut. En un primer moment, va iniciar la carrera de Magisteri que, aviat abandonà per dedicar-se a la seva autèntica vocació: la pintura.
L'estudi de la pintura va prendre base teòrica a partir de l'any 1935 al Taller-Escola de Pintura i Escultura que s'havia inaugurat des de feia poc en unes dependències del carrer Rafael de Casanova (actual carrer del Gasòmetre). Tot i la dificultat dels primers moments, en aquelles dependències on disposaven tan sols de cavallets, va poder treballar amb l'experimentat Ignasi Mallol, l'escultor Joan Rebull, Salvador Martorell… A més, com a companys va compartir aules amb personalitats com Anonio Gonzalo Lindín, Josep Maria Ripoll, Enric Brull. El 1938, amb vint-i-sis anys, va ser cridat al front. Sembla que amb la finalitat de retardar la seva incorporació, va fer uns cursets per a l'exèrcit de la República que duraren uns mesos. A causa d'aquesta circumstància, un cop acabada la Guerra civil, fou condemnat i empresonat una temporada a Barcelona. Vers el 1940 va entrar a treballar en un taller d'imatges de Barcelona, on va aprendre a policromar i daurar amb gran profit. Finalment cap al 1942 Garcianguera tornà a Tarragona i es dedicà professionalment a la pintura per esdevenir un dels pintors més importants de la pintura tarragonina contemporània. A més, aquest alumne de la que havia estat la primera escola d'Art, va formar part, també, del primer grup de professors que inauguraren l'Escola-Taller d'Art de la Diputació de Tarragona. Garcianguera participava en la vida de la ciutat i el seu entorn artístic per això formà part del Cercle Pere Johan, dels Amics de l'Art i del Grup Dimecres. Malhauradament, l'artista va morir jove, als 50 anys, fruit d'una llarga malaltia que va intentar encarar amb fortalesa.

## Estil
La seva producció primerenca es caracteritza per la seva aproximació al postimpressionisme i amb una forta influència dels paisatgistes catalans del segle xix. El segon grup d'un realisme que s'aparta del natural, de vegades fins i tot oníric, està format per figures de gitanos i de toreros amb certa influència de la lírica lorquiana, i arlequins que connecten amb les primeres èpoques de Picasso, pintats amb oli, aquarel·la, dibuixats a la ploma o amb tècniques mixtes. Un tercer grup estaria format per les seves incursions en l'art abstracte i en el seguiment de Joan Miró i Ferrà, tant pintures murals com olis sobre paper. La Sofía Mata en un estudi del pintor diu: "Això ens dona una visió del ventall de tècniques i estils amb els quals va treballar Garcianguera". I el mateix artista corrobora: "Pasé por lo abstracto pero no me quedé en él. Sólo se quedan en esa parcela los que no tienen valor para continuar; los que no saben pintar. Entiendo que no hay que permanecer en él, sino transitar por él para tornar a lo realista"

## Concursos
- Exposició Nacional de Belles Arts de Barcelona (1942)
- Exposició d'Art Nacional de Madrid (1943)
- Medalla Tapiró de Pintura de la Diputació de Tarragona (1944)
- Exposició a Valladolid on va rebre el Premi d'Honor.

## Exposicions
- 1945 exposa a Valls a la Biblioteca Popular.
- 1946 exposició a Tortosa, Biblioteca Popular
- 1946 exposició a Reus al Centre de Lectura
- 1946 exposa, un altre cop, a la Biblioteca Popular de Valls
- 1946 exposició a la Sala del Sindicat d'Iniciativa i Turisme per les Festes de Santa Tecla
- 1947 als Salons de Radio Lérida
- 1948 a la Sala Amics de l'Art
- 1948 a la Sala Velasco (Barcelona)
- 1948 a la Sala Pons Llobet (Barcelona)
- 1948 sala Amigos del Arte (Terrassa)
- 1950 exposició al Casino Recreativo (Amposta)
- 1951 exposició dins els actes de les Festes de la Candela de Valls.
- 1951 exposició al cercle artístic de Tortosa conjuntament amb el seu amic i escultor Lluís Maria Saumells, que també era professor a l'Escola d'Art.
- 1952 exposició col·lectiva a Tarragona amb l'anomenat Grup del Dimecres, format pels artistes tarragonins Lluís Arola, Jordi Ramos, Antoni Centellas, Lluís Saumells, Gonzalo Lindín, Antoni Alasà, Enric Baixeras, Isidre Valentines i els impressors Joan i Ramon Gavaldà
- 1952 torna a exposar al Casino Recreatiu d'Amposta.
- 1952 exposició a Londres i a París, on l'ambaixada dels Estats Units va adquirir quatre quadres
- 1954 a l'Escola de Treball (Valls)
- 1954, gràcies a la seva amistat amb el pintor suís Henry Schmit, i juntament amb Lluís Maria Saumells, va poder exposar al Casino d'Herisau (Suïssa).[5]
- 1954 exposició al Lingua club de Tarragona, en el marc de les festes del Centenari de la Rambla
- 1957 Sala del Sindicat d'Iniciativa i Turisme
- Entre 1957-1960 Garcianguera va exposar novament a l'estranger: Suïssa, Anglaterra i Alemanya. D'aquestes mostres només disposem de notícies indirectes, tretes d'una entrevista al Diario Español de Tarragona, on el pintor afirma: "A Alemanya em compararen amb Picasso, amb Renoir i Manet"[6]
- 1960 exposició al Centro Mercantil (Saragossa)[7]
- 1960 primer exposa a Nova York, també a la Biennale de la Galérie du Casino de Cherbourg a França, a la Galeria Giotto, a Le Havre. A continuació a París, a la Galeria Dauphine. En aquesta ciutat, on viatjava amb freqüència hi tenia molts amics. El mes d'octubre es va celebrar la segona exposició a Nova York, organitzada pel Centre Escola Taller d'Art Fledston.

## Col·lecció
Les obres de Garcianguera es troben repartides per moltes col·leccions privades i alguns museus. A Tarragona hi ha dos quadres a l'Ajuntament, un arlequí a la Diputació, un paisatge al Museu d'Art Modern de Tarragona i obres a diverses col·leccions: Muller, Moya, Fontana, Hernández, Alió, Güell, Rigau, Sana, Torra, Vallès, Canadell, Aguilar, Mezquida, etc (Nota: Moltes d'aquestes persones van mantenir una relació d'amistat amb Garcianguera. Al bar "El pati", del carrer Calderers, es conserva un sostre de ciment pintat, amb temes de sirenes, estels, etc. de record mironià. A Amposta hi trobem dos aquarel·les al Fons d'Art de l'Ajuntament.

## Després de Garcianguera
Entre el 30 de desembre de 1963 i el 12 de gener de 1964, la Diputació va celebrar una exposició antològica amb olis, dibuixos i aquarel·les de Garcianguera. La seu de l'exposició va ser doble: la Sala de Guardias i el Sindicato de Iniciativa. A la primera s'exposaven obres de la col·lecció familiar. A la segona, obres procedents de diverses col·leccions particulars. Per acabar, una de les exposicions més recents va tenir lloc al maig del 2008, organitzada pel Museu d'Art Modern de Tarragona es van presentar els dibuixos fets amb ploma de l'artista que ens apropen al seu vessant més abstracte. Són dibuixos que tenen per tema la tauromàquia, les dones opulents, les parelles de "majas", etc. A més durant aquesta exposició es va aprofitar per a presentar un catàleg que permet endinsar-nos en la vida d'aquest pintor i també dins del "context social i cultural de Tarragona del segle xx."